# Mark Spoelstra
Mark Warren Spoelstra (Kansas City, 30 giugno 1940 – Pioneer, 25 febbraio 2007) è stato un cantautore e chitarrista statunitense, specializzato in un repertorio folk e blues.

## Biografia
Nei primi anni sessanta ha fatto parte dell'entourage di Bob Dylan e Dave Van Ronk e degli altri artisti che gravitavano intorno all'ambiente folk del Greenwich Village di New York City. È apparso nelle vesti di sé stesso nel film documentario di Martin Scorsese su Dylan No Direction Home.
Cresciuto in una famiglia di quaccheri ha intrapreso poco più che adolescente la carriera musicale a Los Angeles, per trasferirsi presto a New York, dove è stato tra i promotori del cosiddetto folk music revival.
Collaboratore del Broadside Magazine, ha registrato per la Folkways Records e per altre etichette diversi album discografici. La sua carriera ha avuto una momentaneamente interruzione tra il 1963 ed il 1965 quando è stato chiamato a svolgere a Fresno un'attività sostitutiva del servizio militare dal quale era stato esentato per obiezione di coscienza.

## Carriera
In inizio di carriera,  a metà degli anni sessanta, Spoelstra ha inciso due album in vinile per la Elektra Records: Five And Twenty Questions e State Of Mind (entrambi rimasterizzati in CD digitale dopo la sua morte).
Il cantautore - che ha partecipato in carriera al Newport Folk Festival - ha in quell'epoca lasciato New York per trasferirsi in California dove si è trovato a suonare a fianco del musicista blues Taj Mahal all'Ash Grove di West Hollywood. Da allora ha vissuto a Pioneer, vicino a Stockton, fino alla morte avvenuta in conseguenza di un cancro del pancreas.
Quando, negli anni settanta, aveva messo su famiglia, Spoelstra interruppe l'attività concertistica. A metà del decennio era diventato ministro del gruppo quacchero cui apparteneva, mettendo il suo talento musicale al servizio della sua fede religiosa e per la trasmissione di messaggi di tipo spirituale.
Ha lavorato poi per diverso tempo come autista di pullman facendo servizio al Yosemite National Park ma, nonostante i molteplici interessi, non ha mai abbandonato la musica. Nel 2001 è tornato in studio di registrazione per incidere per l'etichetta Origin Jazz Library un album - il primo in vent'anni - intitolato Out of My Hands. Il disco comprende sia nuove canzoni composte per la circostanza sia vecchi brani scelti nella sua produzione di un tempo. Contestualmente, è tornato a tenere concerti, sia pure su scala limitata.
Spoelstra si è esibito in concerto fino all'estate del 2006, cioè fino a quanto la malattia lo ha costretto a sospendere ogni attività. Mentre suoi album andati fuori catalogo sono stati ripubblicati, è rimasta a livello di progetto la pubblicazione di un disco comprendente sole canzoni di genere gospel.

## Discografia essenziale
- Five and Twenty Questions (1965, Elektra Records, rimasterizzato)
- State of Mind (1966, Elektra Records, rimasterizzato)
- Out of My Hands (2001, Origin Jazz Library)